# Jakta
Le Jakta est un sommet des Alpes de Sunnmøre, dans le comté de Møre og Romsdal, en Norvège, culminant à 1 588 m d'altitude. Il est situé dans la commune d'Ørsta et domine le Hjørundfjord, face au Skårasalen.